# Mühlheim an der Donau
Mühlheim an der Donau település Németországban, azon belül Baden-Württembergben. Lakosainak száma 3570 fő (2023. december 31.). Mühlheim an der Donau Kolbingen és Mahlstetten községekkel határos.

## Népesség
A település népessége az elmúlt években az alábbi módon változott:
| Lakosok száma | 2506 | 2793 | 3004 | 3129 | 3284 | 3472 | 3490 | 3481 | 3555 | 3570 |
|               | 1961 | 1967 | 1974 | 1980 | 1987 | 1993 | 2000 | 2006 | 2013 | 2023 |